# Sophie Schaeppi
Sophie Schaeppi (Winterthur, 21 de julho de 1852 - Winterthur, 18 de fevereiro de 1921) foi uma pintora suíça. É conhecida pelas suas realizações em faiança e por ser a única suíça a fazer parte da Manufacture nationale de Sèvres.

## Biografia

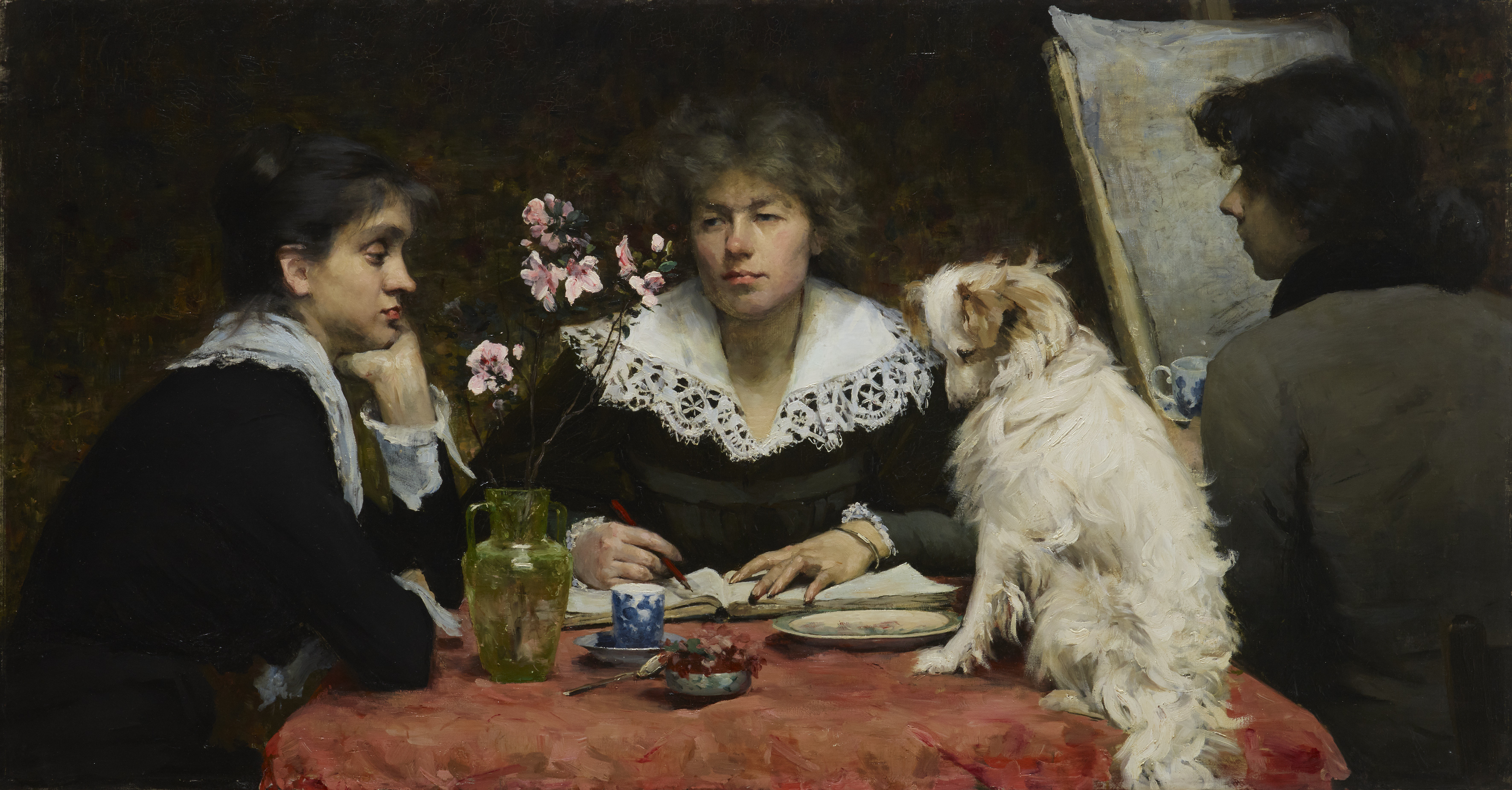
Portrait des amies (1881), Sophie Schaeppi, Maria Feller e Louise Catherine Breslau.

Sophie Schäppi inscreveu-se de maneira significativa no cenário artístico europeu do final do século XIX, caracterizando-se por uma formação eclética e uma produção diversificada. Após receber instrução inicial em sua cidade natal, sob a tutela de August Corrodi e Anton Seder, bem como de Jørgen Henrik Møller, Schäppi prosseguiu seus estudos em Munique a partir de 1871, sob a orientação de Joseph Flüggen. No entanto, foi em Paris, a partir de 1874, que sua trajetória artística adquiriu maior densidade, frequentando a prestigiosa Academia Julian e sendo discípula de renomados mestres como Tony Robert-Fleury, Jules Bastien-Lepage, Jean-Léon Gérôme e Léon Bonnat.
Estabelecida na vibrante cena parisiense, Schäppi cultivou relações artísticas frutíferas com figuras proeminentes, como Marie Bashkirtseff e Louise Breslau, e participou de importantes salões e exposições internacionais. Sua produção inicial, marcada pela influência da Escola de Munique, revelou um refinamento na representação de paisagens naturalistas e naturezas-mortas, enquanto, sob o influxo dos plein airistas franceses e da Escola de Barbizon, suas paisagens adquiriram maior liberdade pictórica e intensidade lumínica.
Embora sua produção artística tenha sido amplamente pautada por retratos, nos quais a artista explorava o carisma de seus modelos em composições de evidente influência velazquiana, Schäppi demonstrou também grande habilidade no campo das artes decorativas. Colaborando com a fábrica Deck, foi pioneira na criação de faianças.
O retorno a Winterthur em 1893, motivado por questões familiares, impôs certas limitações ao desenvolvimento de sua carreira, mas não apagou seu impacto na esfera artística. A partir de então, dedicou-se à produção de paisagens de menor formato e ao ensino. Em 1921, a realização de uma exposição memorial no Museu de Comércio de Winterthur consolidou seu legado, que permanece como um testemunho de sua capacidade de transitar entre diferentes meios e estilos, reafirmando sua relevância no contexto da arte suíça do século XIX.